# Algathia maculiceps
Algathia maculiceps är en stekelart som beskrevs av Cameron 1902. Algathia maculiceps ingår i släktet Algathia och familjen brokparasitsteklar. Inga underarter finns listade i Catalogue of Life.